# 香港製造 (電影)
《香港製造》（英語：Made in Hong Kong）是香港導演陳果拍攝的第一部獨立電影，為「九七三部曲」的第一部，其餘兩部為《去年煙花特別多》及《細路祥》。電影由劉德華投資及監製，只以五十萬港幣成本及五名工作人員拍攝，拍攝所用的膠卷皆為過期貨或由其他電影公司捐贈的「片尾」，演員亦全為業餘性質，1997年10月9日上映，大獲好評並收穫多個獎項，使香港電影界重新審視獨立電影製作對其發展之重要性。該片被選為代表香港角逐第71屆奧斯卡金像獎最佳外語片，但未獲提名。在2005年，獲香港電影金像獎協會票選為「最佳華語片一百部」第三十六名。

## 剧情
本片表现的是几位问题少年在沙田瀝源邨發生的几段惨烈而失败的青春故事。阿珊，一个受到情傷後最終選擇留下兩封遺書從高處跳下自殺的女中學生；中秋，一個由於家庭父母的原因而淪為好勇鬥狠的街頭小混混；阿屏，一個身患腎病絕症的頻死少女；阿龍，一個總被人欺負但也一直被中秋罩着的弱智男孩——故事的主人公就是这幾位缺乏社会人情關愛的邊緣少年男女們。
中秋与母亲相依为命，秋父在外面包养有一个年轻女人还生有孩子，这让阿秋对其父十分愤恨，阿秋想去暴力教训其父被母劝阻。阿秋有一个好友叫阿龙，由于阿龙弱智所以常被别人欺负，阿秋则常帮阿龙打抱不平教训那些欺负阿龙之人。一次阿龙捡到两封沾染血迹的信，这是为情跳楼自杀的女中学生阿珊分别写给男老师和她父母的遗书。
阿秋替大佬荣少收帳時結識了欠债者的女儿阿屏，阿屏与母亲住在一起，这些债都是整日躲在外的屏父借的。阿秋看过阿珊的遗书后夜晚经常会梦到阿珊自杀流血的场景并梦遗。身患重病的阿屏觉得自己时日无多，主动提出跟阿秋交往做朋友，而阿龙看到阿屏常会流鼻血，并对她身上的气息非常敏锐。阿秋、阿屏和阿龙找到阿珊就读的学校，将一封遗书交给了王姓男老师手上，可是该男子没看信就直接把它撕碎了。之后三人又去阿珊家通过窗户看到了阿珊的遗像，阿屏因此伤心流泪把自己身患重病之事告知了阿秋，秋内心对屏渐生情意并想花钱帮她治好肾病。
司机阿强是阿秋的好友，强的女友李女士是名社工，在李女士的介绍下阿强和阿秋等人签署了器官捐献同意书。一次肥陈带人到屏家收账要债，阿秋为了阿屏而对肥陈动了手打伤陈，因此埋下仇恨。看到混混阿秋正与自己的女儿交往，屏母提出反对。秋向大佬荣少借钱2万元，荣少提议阿秋为他做事（贩毒），不过阿秋没同意。后来阿秋就偷他妈的钱，被发现后受到母亲责打并怪他没有正经工作。在强的陪同下，秋找到一家刀具店工作。阿龙被三个中学生追到厕所里欺负并打伤，秋发现就立即教训了那些学生，后来还帮阿龙洗澡和止血。
阿秋母离家出走留下封信，秋看到后就拿刀去找他爸出气。秋在公共卫生间方便时看到一个中学生用刀砍断了学生父亲的一只手。残忍画面和凄惨叫声令阿秋作罢不再去找父亲。阿屏住院期间秋和龙去陪她，一次三人外出去墓园寻找阿珊的墓地并大声呼喊阿珊的名字。屏出院后秋去屏家找阿屏想送钱（从荣少那里拿的）给她，发现屏母的脸被肥陈打伤。秋就带人去找肥陈报复，结果没找到对方。
秋接受荣少任务要用枪刺杀一个人，结果没有成功。后来阿秋却被肥陈派来的一个人刺伤并因此住院一个多月。出院后秋从屏母口中得知阿屏上个月因病死在了阿秋病床身边，阿秋无法接受这个事实将屏家的电视机从楼上摔下。电话中阿秋得知阿强与女友李女士结婚之事。
得知阿龙是因为为荣少贩毒失败而被荣少枪杀而死，阿秋就带枪去找荣少射杀之为阿龙报了仇。之后他又去找肥陈报仇，跟踪对方到了小巴上开枪杀了肥陈，自己也因此受伤。在将阿珊的另一封遗书交给她父母后，最终他来到了阿屏的墓碑旁开枪自杀。

## 角色
| 演員     | 角色        | 人物简介 |
| 李燦森   | 屠中秋/阿秋 | 痛恨其在外养小老婆的狠心父亲，他经常由于梦到已經自殺死去的阿珊而常常梦遗，最后他为给阿龙报仇，枪杀了自己的大佬荣少，并最终选择在阿屏的墓旁自杀而亡。                                       |
| 严栩慈   | 林玉屏/阿屏 | 身患肾病的绝症少女 |
| 李棟泉   | 阿龙        | 弱智男，对阿屏的气味很敏感，并经常为她流鼻血。 |
| 譚嘉荃   | 许宝珊/阿珊 | 作为女中学生由于爱上男老师王永男，她在成为第三者后因承受不了感情的挫折选择了自杀，两封遗书分别写给男老师和自己的父母，被阿龙撿到，最后中秋他们三人将这两封信交给了那名男老师和阿珊的父母。 |
| 林潔芳   | 阿屏母亲    | 由于他老公经常借高利贷且常不回家，所以要债的经常上门找她还钱。 |
| 周燕华   | 中秋母亲    | 懦弱的妇女，听任老公在外面包养情妇而无能为力。 |
| 陈生     | 张少荣/荣少 | 中秋的大佬，最终因害死了阿龙被中秋枪杀。 |
| 陈达义   | 肥陈        | 因带人找屏母要帐时被中秋打伤，两人因此结仇。一次他派人刺杀阿秋，最后被阿秋枪杀身亡。 |
| 胡慧冲   | 雞仔強      | 中秋好友，司机 |
| 小鐘     | 李小姐      | 雞仔強女友，后两人结婚，鼓励年轻人捐赠器官的社工 |
| Eric Lau | 王永男      | 中学老师，阿珊爱慕的对象 |
| 阿丁     | 中秋之父    | 经常不回家，在外面包养有二奶 |
| Jessica  | 二奶        | 秋父包养的女人，生育一个孩子 |
| 梁錢     | 刀鋪老闆    | 阿秋前去打工的雇主 |

## 製作團隊
- 导演：陳果
- 编剧：陈果
- 监制：劉德華
- 出品人：刘德华、杨紫明
- 制作人：刘德华、余伟国
- 剪辑： 陳果
- 服装指导：田木
- 摄影指导：柯星沛
- 美术指导：馬嘉鈞
- 现场收音：翁子忠
- 動作指導：陳中泰

## 軼事
1997年，《香港製造》未能入選香港國際電影節，影評人舒琪也曾為此向當時香港國際電影節的藝術總監李焯桃查詢，舒琪記得當日李焯桃評價《香港製造》是一部「粗」的電影。2017年，《香港製造》修復版完成，成為電影節的重頭節目，舒琪不滿電影節方面沒有承認當年錯誤將《香港製造》拒諸門外，「現在過了很多年，它得到應有的榮譽時，然後你來抽水。」陳果重提事件時則說：「當年係97年，一部九七戲，議題咁大都唔入圍，我覺得係電影節嘅污點。」香港國際電影節的回應是「陳果導演的《香港製造》於九七年上映，是一部低成本製作及起用非職業演員的地道作品，亦是其中一部最能表現當時社會時局與港人心態的港產電影。影片今年剛剛完成修復，適逢香港回歸二十周年，令它成為最適合香港觀眾重溫的經典港片。」而李焯桃則解釋：「《香港製造》20年前雖沒有入圍電影節作公開放映，卻獲安排特別放映供外國策展人及影評人觀賞，翌年亦入圍電影節『香港電影面面觀97-98』環節。《香港製造》和所有入圍本屆電影節的電影一樣，獲選都是基於集體決定，一部電影於何處修復，從來不在考慮範圍之內。」
陳果後來則表示，「電影完成後，沒被香港國際電影節選上，而是安排放映給外國媒體和策展人看，卻錯有錯著，幸好香港沒選，才有機會去盧卡諾，要是在香港做了世界首映，就很難入選其他影展，到了盧卡諾影展，才知道電影的影響力那麼大。」

## 獎項及提名
| 頒獎典禮                  | 獎項                 | 名單   | 結果 |
| ------------------------- | -------------------- | ------ | ---- |
| 第50屆盧卡諾影展          | 歐洲藝術影院聯盟大獎 | 不適用 | 獲獎 |
| 第16屆溫哥華國際影展      | 龍虎獎               | 不適用 | 提名 |
| 第2屆釜山國際影展         | 費比西國際影評人獎   | 不適用 | 獲獎 |
| 第2屆釜山國際影展         | 新浪潮獎             | 不適用 | 提名 |
| 第19屆南特影展            | 金熱氣球獎           | 不適用 | 獲獎 |
| 第19屆南特影展            | 年輕觀眾票選獎       | 不適用 | 獲獎 |
| 第34屆金馬獎              | 最佳劇情片           | 不適用 | 提名 |
| 第34屆金馬獎              | 最佳導演             | 陳果   | 獲獎 |
| 第34屆金馬獎              | 最佳原著劇本         | 陳果   | 獲獎 |
| 第34屆金馬獎              | 最佳剪輯             | 陳果   | 提名 |
| 第34屆金馬獎              | 最佳男主角           | 李燦森 | 提名 |
| 第4屆香港電影評論學會大獎 | 最佳電影             | 不適用 | 提名 |
| 第4屆香港電影評論學會大獎 | 最佳導演             | 陳果   | 獲獎 |
| 第4屆香港電影評論學會大獎 | 最佳編劇             | 陳果   | 提名 |
| 第4屆香港電影評論學會大獎 | 最佳男演員           | 李燦森 | 提名 |
| 第4屆香港電影評論學會大獎 | 推薦電影             | 不適用 | 獲獎 |
| 第17屆香港電影金像獎      | 最佳電影             | 不適用 | 獲獎 |
| 第17屆香港電影金像獎      | 最佳導演             | 陳果   | 獲獎 |
| 第17屆香港電影金像獎      | 最佳編劇             | 陳果   | 提名 |
| 第17屆香港電影金像獎      | 最佳剪接             | 陳果   | 提名 |
| 第17屆香港電影金像獎      | 最佳新演員           | 李燦森 | 獲獎 |
| 第3屆香港電影金紫荊獎     | 最佳影片             | 不適用 | 獲獎 |
| 第3屆香港電影金紫荊獎     | 最佳導演             | 陳果   | 獲獎 |
| 第3屆香港電影金紫荊獎     | 最佳編劇             | 陳果   | 提名 |
| 第3屆香港電影金紫荊獎     | 十大華語片           | 不適用 | 獲獎 |
| 香港特區十周年電影選舉    | 最佳電影             | 不適用 | 提名 |
| 香港特區十周年電影選舉    | 最佳導演             | 陳果   | 提名 |
| 香港特區十周年電影選舉    | 最富香港本土色彩電影 | 不適用 | 獲獎 |
| 香港特區十周年電影選舉    | 最具創意電影         | 不適用 | 提名 |

## 榮譽
- 2005年獲香港電影金像獎協會票選為「最佳華語電影一百部」第三十六名。
- 2011年臺北金馬影展執行委員會主辦的「影史百大華語電影」獲選為第六十五名。
- 2011年獲香港電影資料館選為「百部不可不看的香港電影」之一。

## 外部連結
- 香港影庫上《香港製造》的資料（繁體中文）
- 開眼電影網上《香港製造》的資料（繁體中文）
- 豆瓣电影上《香港製造》的資料 （简体中文）
- 时光网上《香港製造》的資料（简体中文）
- AllMovie上《香港製造》的资料（英文）
- 爛番茄上《香港製造》的資料（英文）
- 互联网电影数据库（IMDb）上《香港製造》的资料（英文）